# Zendo
Zen-dō (禅堂?) (Cinese: Chántáng) oppure senbutsu-jō(選仏場) è un termine giapponese che significa: sala di meditazione.  Nel Buddhismo Zen, lo zen-dō è un Dojo spirituale dove viene praticato lo zazen (ovvero la meditazione seduta).

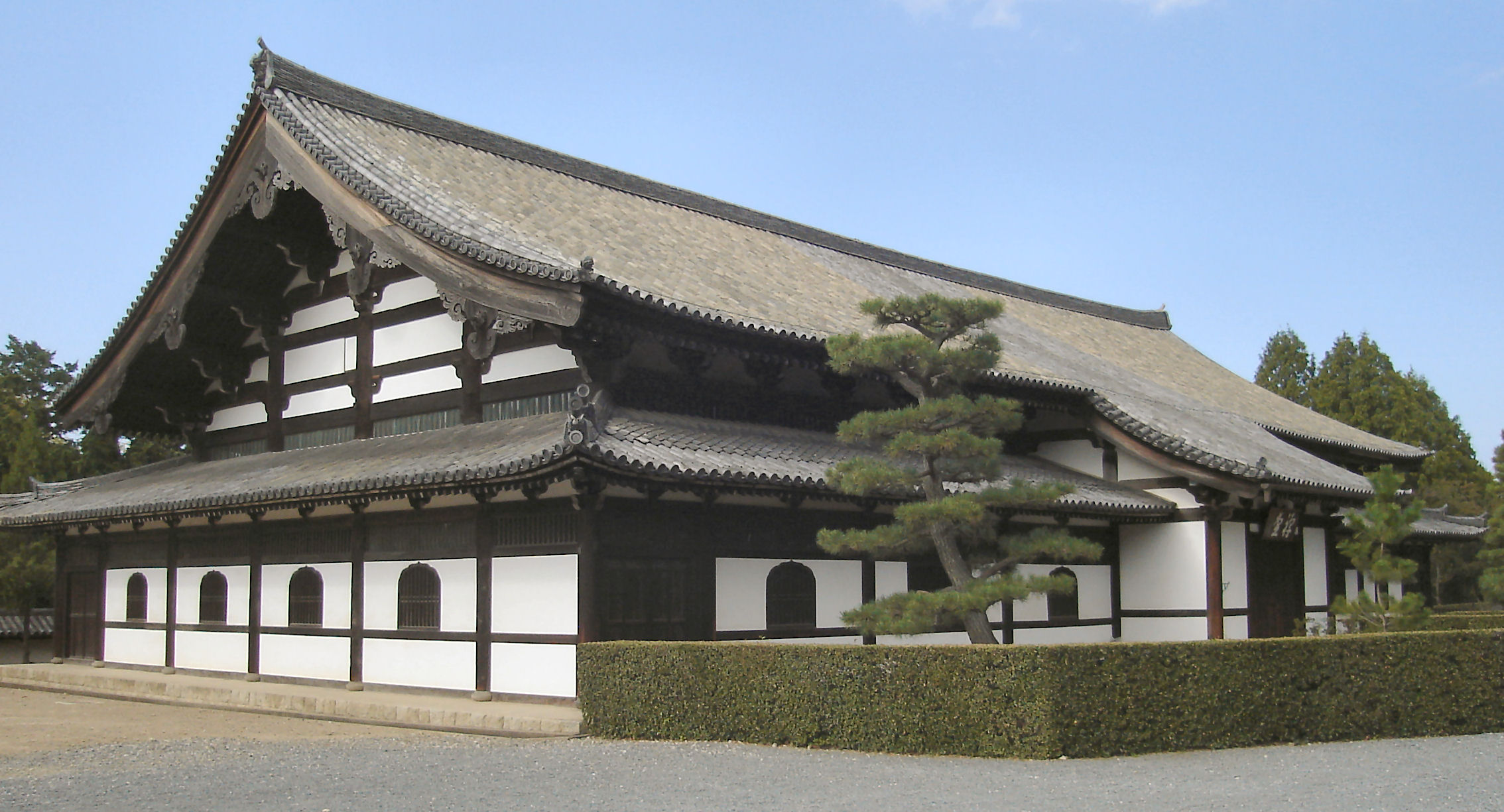
Zen-dō di Tōfuku-ji

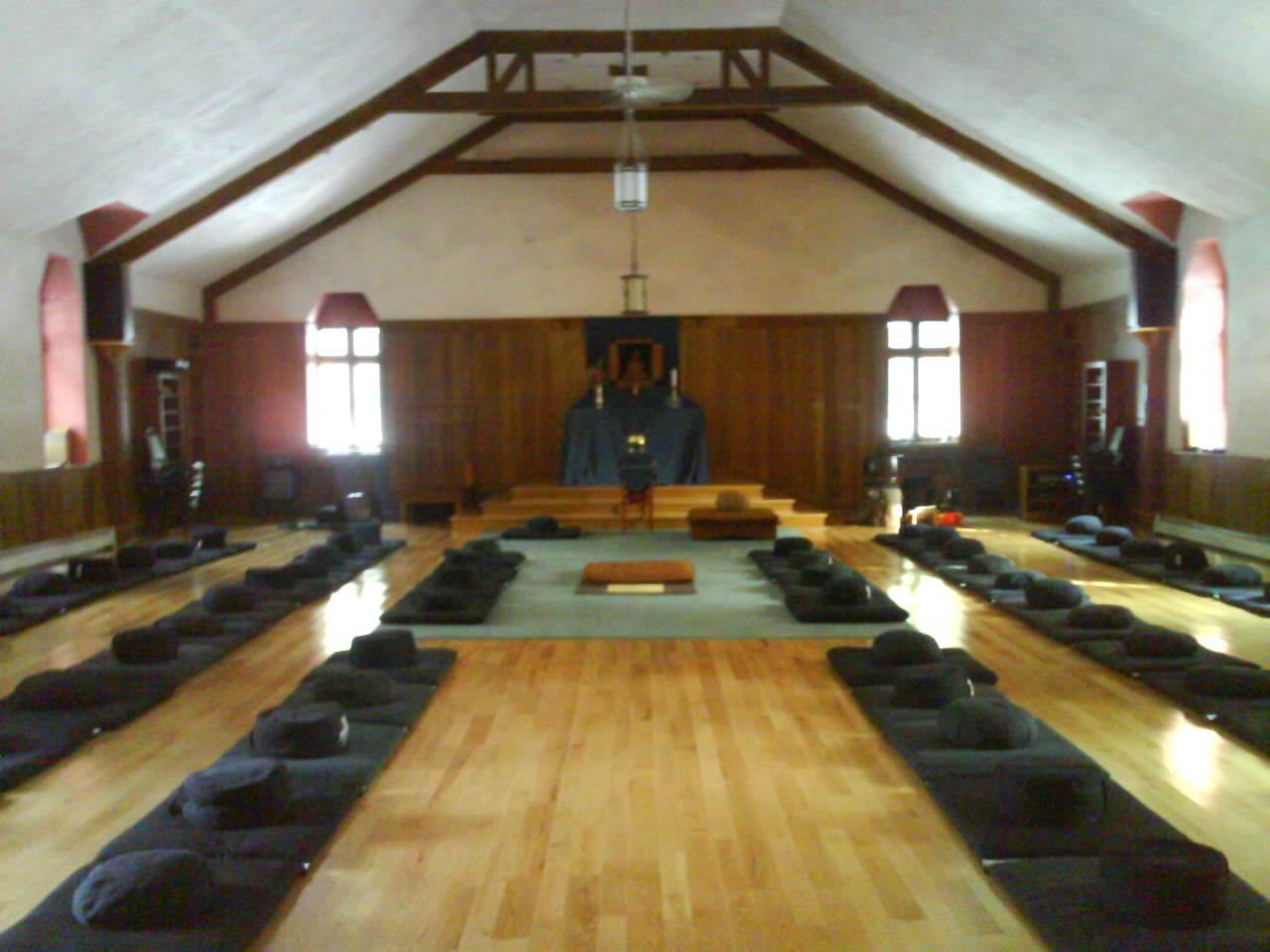
Lo Zen-dō del Convento della Montagna Zen (Stato di New York)

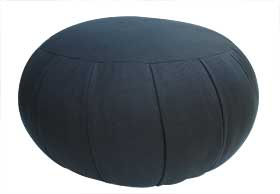
Zafu: cuscino per praticare lo zazen

Un tempio Buddista Zen in grandezza naturale avrà tipicamente almeno uno zen-dō, ed un hon-dō (Sala principale - a volte tradotto come la sala di Buddha)- che viene usato per le cerimonie rituali; oltre a questi due edifici, vi è una varietà di altri edifici con diversi scopi. Comunque, qualsiasi luogo dove si va a praticare Zen può essere chiamato zen-dō.

## Ora dei pastiZen-dō
I pasti in alcuni templi vengono consumati nello Zen-dō durante la sesshin; vengono serviti tre pasti al giorno. La colazione viene servita ad inizio mattinata, prima dell'alba. Normalmente consiste di riso di farina d'avena e vegetali sottaceti. Due pasti sono fatti più tardi; a mezzogiorno e nel tardo pomeriggio. Il pasto di mezzogiorno è il pasto principale. Questi pasti di solito consistono di riso, zuppa di verdure e vegetali sottaceti. Il pasto del (tardo) pomeriggio consiste di avanzi del pasto di mezzogiorno.
Il Sūtra Hridaya, ovvero il Sūtra del Cuore Spirituale (meditazione) , e le cinque meditazioni vengono recitiate prima della colazione e prima del pranzo. Durante il pranzo i monaci offriranno un po' del loro pasto ai Preta o ai fantasmi affamati. I monaci restano in silenzio durante il pasto e communicano attraverso gesti di mani e braccia.

## Etichetta nelloZen-dō
Le norme di etichetta possono variare tra differenti templi e le seguenti regole non potrebbero essere applicabili in determinati Zen-dō.
Se si sta in un zendo Sōtō si gira (o ci si muove) girando sempre in senso orario; nello stile Rinzai si gira in senso anti-orario.

### Per entrare
Se lo Zen-dō è sprovvisto di Zafu portarli dentro: ognuno il proprio.
1. Prima di entrare, poggiare alla porta l'eventuale zafu (per poi riprenderlo successivamente).
2. Lasciare scarpe, calzini o altro all'ingresso ed entrare a piedi nudi nello Zen-dō dalla porta di sinistra dell'entrata, prima col piede sinistro.
3. Con le mani facendo gasshō, fare un inchino all'altare, dove vi è una murti di Buddha.
4. Riprendere l'eventuale zafu ed attraversare la stanza, passando per l'altare ed andandosi a sedere ad un posto seguendo il perimetro dello Zen-dō.
5. Posare l'eventuale Zafu al posto nel quale si desidera sedersi per praticare lo zazen.
6. Con le mani facendo gasshō, fare un inchino verso il posto, ovvero un saluto alle persone che praticano a fianco a noi, ad entrambi i lati; quest'ultime rispondono al saluto.
7. Davanti al proprio posto, che si è scelto per praticare, girarsi in senso orario di 180° verso il centro (con la parete alle spalle).
8. Con le mani facendo gasshō, fare un inchino,  ovvero un altro saluto, stavolta verso l'altare e coloro che sono di fronte, che risponderanno al saluto con un inchino.
9. Rigirarsi in senso anti-orario di 180° (verso la parete) e sedersi sullo Zafu con le gambe incrociate, lasciando fuori (dello stesso) le ginocchia.
10. Dondolarsi, da seduti, un poco a destra e a sinistra, per sistemarsi sullo Zafu. Questo passaggio è obbligatorio.
11. Fermarsi ed inspirare appena e respirare profondamente, concentrandosi ad occhi aperti sul proprio respiro.

### Per uscire
1. Con le mani facendo gasshō, fare un inchino da seduti.
2. Dondolarsi, sempre da seduti, un poco a destra e a sinistra, per sistemarsi sullo Zafu. Questo passaggio è obbligatorio.
3. Alzarsi e davanti al proprio posto, che si è scelto per praticare, girarsi in senso orario di 180° verso il centro (con la parete alle spalle).
4. Con le mani facendo gasshō, fare un inchino,  ovvero un altro saluto, stavolta verso l'altare e coloro che sono di fronte, che risponderanno al saluto con un inchino.
5. Girarsi in senso anti-orario di 180°, sempre davanti al proprio posto e, con le mani facendo gasshō, fare un inchino verso il posto, ovvero un saluto alle persone che praticano a fianco a noi, ad entrambi i lati; quest'ultime rispondono al saluto.
6. Riprendere l'eventuale zafu, girarsi a sinistra di 90° (il volto verso l'uscita, con alle spalle l'altare) ed attraversare la stanza, passando per l'altare ed andando verso l'uscita seguendo il perimetro dello Zen-dō.
7. Rigirarsi in senso orario di 180°(il volto verso l'altare, con alle spalle l'uscita); poco prima di uscire poggiare alla porta l'eventuale zafu (per poi riprenderlo successivamente) e con le mani facendo gasshō, fare un inchino all'altare, dove vi è una murti di Buddha.
8. Riprendere l'eventuale zafu ed uscire dalla porta di sinistra dell'entrata, prima col piede destro e poi col sinistro, riprendendo le proprie eventuali calzature lasciate all'ingresso (ciabatte/calzini/ecc.).